# جيف كوب
جيف كوب (بالإنجليزية: Jeff Kopp)‏ هو لاعب كرة قدم أمريكية أمريكي، ولد في 8 يوليو 1971 في دانفيل في الولايات المتحدة.

## وصلات خارجية
- جيف كوب على موقع مرجع كرة القدم المحترفة.كوم (الإنجليزية)